# Scopula forbesi
Scopula forbesi là một loài bướm đêm trong họ Geometridae.